# Željeznička vučna vozila u Hrvatskoj
U inventarnom parku Hrvatskih željeznica nalazi se više vrsta vučnih vozila. Vučna vozila Hrvatskih željeznica mogu se podijeliti na:
- lokomotive – željeznička vozila namijenjena za vuču vlakova i za manevriranje. S obzirom na vrstu pogonske energije koju rabe, lokomotive se dijele:
  - na dizelske lokomotive,
  - na električne lokomotive.
- motorni vlakovi – željeznička vozila namijenjena za prijevoz putnikâ. S obzirom na vrstu pogonske energije koju rabe, motorni vlakovi dijele se:
  - na dizelmotorne vlakove,
  - na elektromotorne vlakove.

Nekad su željezničkim prugama u Hrvatskoj prometovale i parne lokomotive, međutim parna vuča ukinuta je 1980-ih godina, a zadnji put parna lokomotiva je kratko prometovala 1992. godine.
Prema Statističkom ljetopisu Državnog zavoda za statistiku Republike Hrvatske željeznice imaju 253 lokomotiva: 98 električnih i 155 dizelskih (stanje: 2009.).
U nastavku slijedi prikaz serija lokomotiva i motornih vlakova koje nose oznake Hrvatskih željeznica i koji prometuju ili su prometovali u Hrvatskoj. U vučna vozila mogu se ubrojiti i motorna vozila za posebne namjene koja se koriste isključivo za željezničke potrebe, prije svega nadzor i održavanje pruga.

## Dizelske lokomotive
Dizelske lokomotive u Hrvatskoj pojavile su se tek godine 1960., iako su već od 1957. prometovale lokomotive Plavog vlaka (lokomotive serije JŽ 761).
Prema načinu na koji se snaga od dizelskoga motora
prenosi do vučnih osovina, te lokomotive dijele se na lokomotive s električnim prijenosom snage i na lokomotive s hidrauličnim prijenosom snage. 
| Serija  | Podserije | Graditelj                        | Godina gradnje    | Raspored osovina | Motor                     | Snaga kW | Vrsta prijenosa | Brzina km/h | Masa t | Duljina preko odbojnika m |
| HŽ 2041 | 2041 000  | Brissoneau et Lotz/Đuro Đaković  | 1962. – 65.       | Bo'Bo'           | MGO V12ASH                | 606      | električni      | 80          | 60,5   | 14,7                      |
| HŽ 2042 | 2042 000  | Brissoneau et Lotz/Đuro Đaković  | 1967.             | Bo'Bo'           | MGO V12 ASHR              | 680      | električni      | 80          | 60,5   | 14,7                      |
| HŽ 2042 | 2042 100  | Brissoneau et Lotz/Đuro Đaković  | 1962. – 65. 1993. | Bo'Bo'           | PIELSTICK 8PA4 V185 VGG   | 750      | električni      | 80          | 61,5   | 14,7                      |
| HŽ 2043 | 2043 000  | General Motors/TŽV Gredelj       | 1960. 1991.       | (A1A)'(A1A)'     | GM 16-567C                | 1454     | električni      | 124         | 97     | 18,5                      |
| HŽ 2044 | 2044 000  | General Motors/Đuro Đaković      | 1981.             | (A1A)'(A1A)'     | GMC645 E3                 | 1826     | električni      | 124         | 96     | 16,9                      |
| HŽ 2062 | 2062 000  | General Motors                   | 1972. – 73.       | Co'Co'           | GMC645 E                  | 1640     | električni      | 124         | 99     | 17                        |
| HŽ 2062 | 2062 100  | General Motors                   | 1972. – 73. 2002. | Co'Co'           | GMC645 E                  | 1640     | električni      | 124         | 99     | 17                        |
| HŽ 2063 | 2063 000  | MLV Kanada                       | 1972.             | Co'Co'           | GMC645 E3                 | 2461     | električni      | 124         | 113,5  | 20,7                      |
| HŽ 2132 | 2132 000  | Jenbach/Đuro Đaković/TŽV Gredelj | 1965. – 78.       | C                | JW 600                    | 397      | hidraulični     | 30/60       | 42     | 10,5                      |
| HŽ 2132 | 2132 100  | Jenbach/Đuro Đaković/TŽV Gredelj | 1959. – 63. 1986. | C                | 6 PA4 185 VGG / JW 212 DS | 441      | hidraulični     | 55          | 42     | 10,5                      |
| HŽ 2132 | 2132 200  | Jenbach/Đuro Đaković/TŽV Gredelj | 1965. 1989.       | C                | 6 PA4 185 VGG / JW 212 DS | 441      | hidraulični     | 55          | 42     | 10,5                      |
| HŽ 2132 | 2132 300  | Jenbach/Đuro Đaković/TŽV Gredelj | 1965. – 78. 2005. | C                | Caterpillar 3412E         | 478      | hidraulični     | 30/60       | 42     | 10,5                      |

## Električne lokomotive
Električne lokomotive na prugama u Hrvatskoj pojavile su se 1947. godine. 
Hrvatske željeznice su raspolagale dvjema vrstama električnih lokomotiva, i to lokomotivama izmjeničnoga sustava 25 kV, 50 Hz i lokomotivama istosmjernoga sustava 3 kV za riječko područje. Nakon reelektrifikacije cjelokupnog sustava na izmjenični sustav, lokomotive istosmjernoga sustava 3 kV su povučene iz aktivnog prometa (HŽ serija 1061). 
| Serija         | Podserija | Graditelj     | Godina gradnje          | Raspored osovina | Sustav električnog napajanja | Snaga kW | Brzina km/h | Masa t | Duljina m |
| HŽ serija 1141 | 1141 000  | ASEA & Končar | 1968. – 72.             | Bo'Bo'           | 25 kV, 50 Hz                 | 3860     | 120         | 78     | 15,5      |
| HŽ serija 1141 | 1141 100  | ASEA & Končar | 1987.                   | Bo'Bo'           | 25 kV, 50 Hz                 | 3860     | 120         | 82     | 15,5      |
| HŽ serija 1141 | 1141 200  | ASEA & Končar | 1981. – 85.             | Bo'Bo'           | 25 kV, 50 Hz                 | 3860     | 140         | 82     | 15,5      |
| HŽ serija 1141 | 1141 300  | ASEA & Končar | 1981. – 85. 2002. – 03. | Bo'Bo'           | 25 kV, 50 Hz                 | 3860     | 140         | 80     | 15,5      |
| HŽ serija 1142 | 1142 000  | Končar        | 1981. – 88.             | Bo'Bo'           | 25 kV, 50 Hz                 | 4400     | 160         | 82     | 15,9      |

## Dizelmotorni vlakovi
Na prugama u Hrvatskoj prvi dizelmotorni vlakovi pojavili su se godine 1955. pod nazivom šinobusi. Najnovija serija dizelmotornih vlakova HŽ 7123, nabavljena 2004. godine, opremljena je nagibnom tehnikom.
| Serija         | Podserija | Graditelj                 | Godina gradnje | Raspored osovina | Tip dizelskog motora                     | Snaga kW | Brzina km/h | Masa t | Duljina m |
| HŽ serija 7022 | 7022 000  | TŽV Gredelj               | nepoznato      | Bo'2'+2'Bo'+2Bo' | nepoznato                                | np       | 200         | np     | 70,1      |
| HŽ serija 7023 | 7023 000  | Končar d.d.               | 2015.          | Bo’2’2’Bo’       | nepoznato                                | np       | np          | np     | 75        |
| HŽ serija 7121 | 7121 000  | Đuro Đaković              | 1981. – 86.    | Bo'Bo' + 2'2'    | BÜSSING D3256 BTUXE ili MAN 2866 LUE/210 | 2 x 210  | 120         | 67     | 44,2      |
| HŽ serija 7121 | 7121 100  | Đuro Đaković              | 1980.          | 2Bo' + Bo'2'     | MAN 2866 LUE/603                         | 2x230    | 120         | 70     | 44,2      |
| HŽ serija 7122 | 7122 000  | Fiat & Kalmar             | 1980. – 81.    | (1A)''(1A)''     | FIAT 8217                                | 2x147    | 133         | 40     | 24,4      |
| HŽ serija 7123 | 7123 000  | Bombardier Transportation | 2004.          | 2'B' 2'B'        | Cummins QSK 19                           | 2x560    | 160         | 98     | 51,75     |

## Elektromotorni vlakovi
Prvi elektromotorni vlakovi, koji su bili pogonjeni motorima napajanima istosmjernom strujom napona 3 kV, pojavili su se na prugama od Rijeke prema Zagrebu i od Rijeke prema Sloveniji odmah nakon II. svjetskoga rata.
Nakon reelektrifikacije pruga na riječkom području na sustav napajanja 25 kV, 50 Hz prometuju dvije serije elektromotornih vlakova – Serija HŽ 6111 i nova EMV serija HŽ 6112 za regionalni promet, koja se od 2011. uvodi u promet.
| Serija         | Graditelj             | Godina gradnje | Raspored osovina | Sustav električnog napajanja | Snaga kW | Brzina km/h | Masa t | Duljina m |
| HŽ serija 6111 | Ganz Mávag            | 1976. – 79.    | 2'2'+Bo'Bo'+2'2' | 25 kV, 50 Hz                 | 1200     | 120         | 145    | 72,4      |
| HŽ serija 6112 | TŽV Gredelj Končar-EV | 2010.          | Bo'2'2'2'Bo      | 25 kV, 50 Hz                 | 2000     | 160         | 172    | 75        |

## Parne lokomotive
Na hrvatskim prugama parne lokomotive intenzivno su se koristile sve do 1960-ih godina kad su se u promet počela uvoditi električne i dizelske lokomotive. Slijedom toga sustavno je smanjivan broj parnih lokomotiva. Početak ukidanja parne vuče u Hrvatskoj najavljen je 1. ožujka 1976. kad je iz zagrebačke ložionice ispraćena posljednja parna lokomotiva oznake JŽ 11-001/MÁV 424. Posljednja parna lokomotiva u Hrvatskoj prometovala je 20. srpnja 1988. između Pleternice i Našica, a 23. rujna iste godine iz kolodvora Pakrac službeno je otpremljena posljednja parna lokomotiva oznake JŽ 51-144. Parna lokomotiva HŽ 22-077 (s tenderom 22-030) kratko je vukla turistički/izletnički vlak "Zagorski cug" na relaciji Zagreb-Gornja Stubica-Zagreb 1992. godine.

## Vozila za posebnu namjenu
Vozila za posebnu namjenu su željeznička vozila s vlastitim pogonom (ili vozilo vučeno drugim vozilom), u koje se ubrajaju vozila za mjerenje, provjeru, održavanje i izgradnju pruga, pružnih postrojenja, kontaktne mreže, provjere i mjerenja značajki vučnih vozila, te druga vozila za
željezničke potrebe i pružna vozila.

## Brojčane oznake vučnih vozila na Hrvatskim željeznicama
Za brojčane oznake vučnih vozila korisiti se shema od UIC-a. Do 2007. drugu znamenku birale su željeznice pa nije imala opće značenje, u slučaju HŽ-a, kontrolni broj koji se računa nakon svih drugih brojeva. Od 2007. taj broj se koristi za označavanje vrste vučnog vozila prema UIC oznakama.
Na prvom mjestu je broj 9 što označava vučno vozilo prema UIC-u
Na drugom mjestu je oznaka vrste vozila prema UIC-u sa sljedećim značenjima:
| 90 | razno (vozilo koje nije drugačije klasificirano, npr. parna lokomotiva) |
| 91 | električna lokomotiva                                                   |
| 92 | dizelska lokomotiva                                                     |
| 93 | elektromotorni vlak (velikih brzina)                                    |
| 94 | elektromotorni vlak (ne velikih brzina)                                 |
| 95 | dizelskomotorni vlak                                                    |
| 96 | specijalizirana prikolica                                               |
| 97 | električna manevarka                                                    |
| 98 | dizelska manevarka                                                      |
| 99 | posebno vozilo (npr. vozilo za željezničke svrhe)                       |

Na trećem i četvrtom mjestu se je broj kojim se označava vlasnik vozila, a koji je dodijeljen svakoj članici UIC-a. Tako je Hrvatskim željeznicama dodijeljen broj 78.
Na petom mjestu je oznaka vrste vozila, a značenja su sljedeća:
| 0 | parna lokomotiva            |
| 1 | električna lokomotiva       |
| 2 | dizelska lokomotiva         |
| 3 | rezervirano                 |
| 4 | prikolica motornog vlaka    |
| 5 | prikolica motornog vlaka    |
| 6 | elektromotorni vlak         |
| 7 | dizelskomotorni vlak        |
| 8 | rezervirano                 |
| 9 | vozilo za željezničke svrhe |

Na šestom mjestu je oznaka detaljnije podjele unutar vrste vučnih vozila sa sljedećim značenjima:
Za sve parne lokomotive – 0
Za električne lokomotive i elektromotorne vlakove ovisno o vrsti struje ovisno o kontaktnoj mreži kojom se mogu napajati:
0 – za istosmjernu struju
1 – za izmjeničnu struju
2 – višesustavna vučna vozila
Za dizelska vučna vozila ovisno ovrsti ugrađenog prijenosnika snage, odnosno o načinu prijenosa snage s Dieselova motora do pogonskih kotača:
0 – električni prijenos snage
1 – hidraulični prijenos snage
2 – mehanički prijenos snage
Na sedmom mjestu oznaka ima sljedeće značenje:
Za lokomotive označava broj pogonskih osovina.
Za motorne vlakove:
1 – elektromotorni vlak
2 – dizelski motorni vlak
Na šestom mjestu je oznaka detaljnije podjele unutar vrste vučnih vozila sa sljedećim značenjima:
Za sve parne lokomotive – 0
Za električne lokomotive i elektromotorne vlakove ovisno o vrsti struje ovisno o kontaktnoj mreži kojom se mogu napajati:
0 – za istosmjernu struju
1 – za izmjeničnu struju
2 – višesustavna vučna vozila
Za dizelska vučna vozila ovisno ovrsti ugrađenog prijenosnika snage, odnosno o načinu prijenosa snage s Dieselova motora do pogonskih kotača:
0 – električni prijenos snage
1 – hidraulični prijenos snage
2 – mehanički prijenos snage
Na sedmom mjestu oznaka ima sljedeće značenje:
Za lokomotive označava broj pogonskih osovina.
Za motorne vlakove:
1 – elektromotorni vlak
2 – dizelski motorni vlak
Na osmom mjestu oznaka ima značenje rednog broja serije vučnog vozila.
Na devetom, desetom i jedanaestom mjestu je individualni broj vozila u seriji od kojih se deveto mjesto koristi za broj podserije vozila. 
Na dvanaestom mjestu je kontrolni broj koji se izračunava Luhnovim algoritmom na osnovi svih prethodnih brojeva u oznaci od kojih se odvaja crticom. Određuje se nakon što se određeni ostali brojevi.
 U prvom redu ispišu se svi poznati brojevi, a u drugom redu naizmjenično se ispisuju brojevi 2 i 1, s tim da se mjesta po okomici međusobno pokalapaju. Okomito potpisani brojevi na pojedinim mjestima međusobno se pomnože, a rezultat se ispiše u trećem redu. Znamenke u trećem redu međusobno se zbroje, a dobiveni zbroj uspoređuje se s prvom većom deseticom. Razlika između prve veće desetice i zbroja trećeg reda predstavlja kontrlni broj.
Primjer:
| 9  | 8 | 7  | 8 | 4 | 0 | 2 | 1 | 0 | 0 | 9  |
| 2  | 1 | 2  | 1 | 2 | 1 | 2 | 1 | 2 | 1 | 2  |
| 18 | 8 | 14 | 8 | 8 | 0 | 4 | 1 | 0 | 0 | 18 |
1+8+8+1+4+8+8+0+4+1+0+0+1+8 = 52
60 - 52 = 8 – kontrolni broj

## Vozila povučena iz službe
- HŽ 1061
- HŽ 1161
- HŽ 2043
- HŽ 2061
- HŽ 2131
- HŽ 2133
- HŽ 2141
- HŽ 6011
- HŽ 7021
- HŽ 7221

## Poveznice
- Hrvatske željeznice
- Željeznička vozila

## Vanjske poveznice
- (hr) Lokomotive u Hrvatskoj  Arhivirana inačica izvorne stranice od 17. siječnja 2008. (Wayback Machine)
- (hr)(en) Željeznice u Hrvatskoj